# Synapsis strnadi
Synapsis strnadi är en skalbaggsart som beskrevs av Kral 2002. Synapsis strnadi ingår i släktet Synapsis och familjen bladhorningar. Inga underarter finns listade i Catalogue of Life.